# Otra vuelta de tuerca (álbum)
Otra vuelta de tuerca es el nombre del cuarto disco del grupo Habeas Corpus. Fue lanzado en 2002 y se grabó en los estudios Infinity de Madrid entre marzo y abril de 2002.
El álbum fue reeditado posteriormente por el sello Lengua Armada.

## Canciones
1. «Poder es tener y tener es poder»
2. «En el punto de mira»
3. «A la izquierda de Dios»
4. «Enterrado en vida»
5. «Mirando hacia otro lado»
6. «La rabia y los sueños»
7. «En el mejor de los mundos»
8. «Otra vuelta de tuerca»
9. «Mente enferma, mente infierno»
10. «Desde que el mundo es mundo»
11. «Mano de hierro, guante de seda»
12. «Esperando el cielo»

Todas las canciones compuestas por Habeas Corpus.

## Personal
- MARS: voz.
- Nano: guitarra.
- Mr. Chifly: guitarra y coros.
- Adrián: bajo y coros.
- Toñín: batería.

### Músicos adicionales
- Juan (de Soziedad Alkoholika): voz en «Desde que el mundo es mundo».
- Adrián García Riber: programaciones.

## Personal técnico
- Daniel Alcover: técnico de sonido, producción, masterización y mezclas.
- Mr. Chifly: diseño y maquetación.

- Datos: Q6054619